# Hypena griseofasciata
Hypena griseofasciata là một loài bướm đêm trong họ Erebidae.